# Dmitri Smirnov
Dmitri Smirnov –en ruso, Дмитрий Смирнов– (19 de julio de 1973) es un deportista ruso que compitió en halterofilia.
Ganó dos medallas de plata en el Campeonato Europeo de Halterofilia, en los años 1996 y 1997. Participó en los Juegos Olímpicos de Atlanta 1996, ocupando el sexto lugar en la categoría de 99 kg.

## Palmarés internacional
| Campeonato Europeo | Campeonato Europeo  | Campeonato Europeo | Campeonato Europeo |
| Año                | Lugar               | Medalla            | Categoría          |
| ------------------ | ------------------- | ------------------ | ------------------ |
| 1996               | Stavanger (Polonia) | Medalla de plata   | 99 kg              |
| 1997               | Rijeka (Croacia)    | Medalla de plata   | 99 kg              |